# Cihideunggirang
Cihideunggirang is een bestuurslaag in het regentschap Kuningan van de provincie West-Java, Indonesië. Cihideunggirang telt 3927 inwoners (volkstelling 2010).